# Crónica de Morea

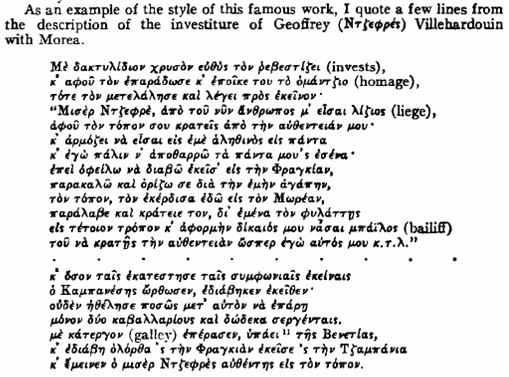
Texto de la "Crónica de Morea".

La Crónica de Morea (griego: Το χρονικόν του Μορέως) es un extenso texto del siglo XIV, del cual existen cuatro versiones: una francesa, una griega (en verso), una italiana y una aragonesa promovida por el scriptorium de Juan Fernández de Heredia.
La Crónica se compone de más de 9,000 renglones y narra los eventos relacionados con el desarrollo de un sistema feudal en Grecia, específicamente en el Peloponeso (llamado Morea en ese entonces) por los francos (cruzados de Europa occidental) luego de la Cuarta Cruzada, en el período comprendido entre 1204 y 1292 (o un poco más tarde según la versión), proveyendo un sinnúmero de detalles sobre la organización del Principado de Acaya.